# 田中吉官
田中 吉官（たなか よしすけ）は、江戸時代前期の大名、旗本。菅沼定盈の八男。

## 生涯

### 田中家相続
文禄2年（1593年）、徳川氏の家臣・菅沼定盈の八男として誕生。初名は定行（さだゆき）、のち定官（さだすけ）。
徳川秀忠の近衆となり、大坂の陣へも出陣し、秀忠の麾下で軍功を挙げた。
元和8年（1622年）8月、秀忠の命により、嗣子が居なかった筑後柳河藩田中家支流の田中吉興の娘婿となる。吉官と改名して家督を相続し、近江国野洲郡、三河国田原、上野国新田など2万石を領する。翌月、小姓頭に昇進した。

### 改易・赦免
小姓頭在任中の元和9年9月18日（1623年11月10日）に、小姓組の同輩・三宅藤五郎が罪を犯して処罰されると、組頭として連帯責任を負い、除封となった。
寛永2年（1625年）に赦免されると、蔵米2000俵を給され、御書院番として起用される。のちに大番頭へと累進を重ねた。この際に蔵米を改め、上総国周准郡・天羽郡、安房国朝夷郡の3郡において3000石を加増されて、都合5000石を知行することとなった。
明暦4年（1658年）1月9日死去、享年59。

## 系譜
当初は子宝に恵まれず、生家・菅沼家から六兄・定芳の三男である定房（監物）を養子に迎えた。ところが寛永12年7月4日（1635年8月16日）、その定房が10歳で病死した（法名は幼玉沙弥）。
のちに授かった実子からは、田中家が代々用いてきた通字の「吉」ではなく、生家・菅沼家の「定」に復し、嫡子には定格（さだただ）と名乗らせた。
田中家は定格の代で2000石を加増され、7000石を知行した。その跡を嫡男の定賢（従五位下、出羽守）が相続した。しかし、元禄15年（1702年）、定賢の子の定安が狂気により改易となり、同族の定堅が名跡を相続し、子孫は500俵の旗本として存続した。